# Bruno Torquati
Bruno Torquati (Castel Goffredo, 9 giugno 1892 – Roma, ...) è stato un editore e funzionario italiano.
Nel 1926 fu tra i fondatori della "Federazione fascista del Commercio" e dal 1927 fu primo direttore del settimanale "Il commercio bresciano". Fu tra i fondatori della rivista mensile "Brescia", che nel 1935 mutò intestazione in "Arengo".
Nel 1931 si trasferì a Roma, dove ricoprì l'incarico di direttore generale della "Confederazione Generale del Commercio".